# Rodrigo Gómez García
Rodrigo Gómez García (Terol, 1 desembre de 1980) és un polític  espanyol. Va ser diputat de  Ciutadans al Congrés dels Diputats durant la XI legislatura d'Espanya.
És llicenciat en Dret i en Economia per la Universitat Carles III de Madrid i té un màster en mediació i, fins a la seva elecció com a diputat al Congrés, va exercir com a advocat amb despatx propi.
Afiliat a  Ciutadans, Gómez va ser el candidat de la formació taronja a l'Ajuntament de Terol a les  eleccions municipals de 2015, on va aconseguir l'acta de regidor.
En juliol de 2015, Gómez es va presentar a les primàries per encapçalar la llista del partit de Albert Rivera a Congrés dels Diputats per Saragossa, aconseguint guanyar-les i abandonant llavors la seva acta de regidor a Terol.
Després de les  eleccions del 20 de desembre de 2015, Gómez es va convertir en l'únic diputat per Aragó de Ciutadans al Congrés. Durant la brevíssima legislatura, Gómez va exercir de portaveu a la comissió d'Educació i Esport.